# Endophragmiella cesatii
Endophragmiella cesatii är en svampart som först beskrevs av Jean François Montagne, och fick sitt nu gällande namn av S. Hughes 1979. Endophragmiella cesatii ingår i släktet Endophragmiella och familjen Helminthosphaeriaceae.   Inga underarter finns listade i Catalogue of Life.